# ثيرتين (هاوس)
ريمي " ثيرتين " هادلي (بالإنجليزية: Remy "Thirteen" Hadley) هي دكتور في الطب ، وهي شخصية خيالية في الدراما الطبية هاوس ، لعبت دورها أوليفيا وايلد. وهي جزء من فريق التشخيص الجديد الذي شكله الدكتور جريجوري هاوس بعد تفكك فريقه السابق في نهاية الموسم الثالث.  يشتق لقب الشخصية من حلقة "The Right Stuff "، عندما تم تعيينها بالرقم أثناء مسابقة للحصول على منصبها في مستشفى برينستون-بلينسبورو التعليمي. 
يصور المسلسل ثيرتين كشخصية سرية لا تكشف عن معلومات شخصية؛ لم يتم استخدام لقبها في العرض حتى الحلقة ما قبل الأخيرة من الموسم الرابع "رأس هاوس"، ولا اسمها الحقيقي حتى حلقة الموسم الخامس "التحرير". بدلاً من ذلك، يتم التلميح إلى العديد من سمات الشخصية. في الحلقة الرابعة من الموسم الرابع " لا تريد أن تعرف"، أخبرت ثيرتين هاوس أن والدتها ماتت بسبب مرض هنتنغتون؛ وأثبت الاختبار الذي أجرته بعد عدة حلقات أنها تحمل الجين.   بعد تقديم تلميحات بخصوص ميول شخصيتها الجنسية، أكدت وايلد أن شخصيتها ثنائية الجنس.  وهذا ما أكده إريك فورمان في الحلقة " لا تتغير أبدًا ".
غادرت أوليفيا وايلد المسلسل في 13 أكتوبر 2011، من أجل التمثيل في برامج تلفزيونية وأفلام أخرى. 